# Theo Meijer (politicus)
Theodorus Antonius Maria (Theo) Meijer (Dieren, 8 april 1947 – Uden, 13 augustus 2023) was van 1996 tot 2003 Tweede Kamerlid van het CDA. Hij werd bekend door zijn voorzitterschap van de enquêtecommissie-Bijlmerramp, die in 1998-1999 onderzoek deed naar de Bijlmerramp van 1992. 
Hij was de zoon van een boswachter uit Dieren. Hij werkte als inspecteur milieuhygiëne bij het Ministerie van Volkshuisvesting, Ruimtelijke Ordening en Milieubeheer (VROM) (onder meer in Noord-Brabant) en was actief in CDA-werkgroepen op het gebied van landbouw. Als Tweede Kamerlid sinds 1996 was hij aanvankelijk een bescheiden landbouwwoordvoerder, maar als voorzitter van de enquêtecommissie verwierf hij het nodige gezag door zijn kalme en vertrouwenwekkende wijze van optreden. Nadien werd hij voorzitter van de vaste Tweede Kamercommissies voor Milieubeheer en voor Landbouw, Natuurbeheer en Visserij. Na zijn afscheid van de Kamer was hij van 2003 tot en met 2011 voorzitter van de productschappen Akkerbouw, Diervoeder en Wijn.
Meijer overleed in augustus 2023 op 76-jarige leeftijd.
- Parlement.com: vg09llm51fy7